# Africa Energy Intelligence
 (mars 2015).
Si vous disposez d'ouvrages ou d'articles de référence ou si vous connaissez des sites web de qualité traitant du thème abordé ici, merci de compléter l'article en donnant les références utiles à sa vérifiabilité et en les liant à la section « Notes et références ».
Depuis 1983, Africa Energy Intelligence enquête sur les grands acteurs du pétrole, du gaz et de l'électricité en Afrique. 
Africa Energy Intelligence est éditée depuis Paris par le groupe de presse Indigo Publications.  

## Rubriques
- Pétrole & gaz: Les attributions de blocs, les nouveaux permis, la construction de raffineries et d'usines, les négociations autour des appels d'offres.
- Électricité: Les constructions de nouvelles centrales, l'arrivée des groupes chinois, russes et indiens, etc.
- Stratégies d'État: Les réseaux d'influence, les politiques menées par les sociétés nationales, les manœuvres diplomatiques des grandes puissances.
- Opérations financières: Les fusions, rachats et OPA du secteur énergétique. Les consultants et cabinets qui préparent les "deals" et organisent les montages financiers.
- Who's Who: Les biographies des principaux acteurs du secteur énergétique en Afrique.

### Autres publications
- La Lettre A : Des informations confidentielles sur la vie politique et économique française.
- Entourages : Les réseaux d'influence des personnalités politiques françaises.
- Intelligence Online (anciennement Le Monde du Renseignement) : Actualité du renseignement politique, économique et militaire.
- Africa Mining Intelligence : Le secteur minier en Afrique et ses enjeux politiques et financiers[2].
- La Lettre du Continent : Les enjeux politiques et économiques en Afrique de l'Ouest et du Centre[2].
- La Lettre de l'Océan Indien : L'actualité politique et économique des pays africains riverains de l'océan Indien[2].
- Maghreb Confidentiel : Les mutations économiques et politiques en Afrique du Nord[3].
- Africa Confidential éd. française